# Greg Smith (basket-ball, 1947)
Pour les articles homonymes, voir Greg Smith et Smith.
Greg Smith, Gregory Darnell Smith, né le 28 janvier 1947 à Princeton, est un joueur américain de basket-ball.

## Biographie
Après une carrière universitaire effectuée à Western Kentucky University, il est choisi en cinquantième position de la Draft 1968 de la NBA par les Bucks de Milwaukee. Lors de la troisième saison avec cette franchise, il remporte le titre de champion NBA. Lors de ces playoffs, ses statistiques sont de 11,6 points, 8,6 rebonds et 2,6 en 32 minutes 4. La saison suivante, il est échangé, avec un troisième tour de draft, contre Curtis Perry et un premier tour de la draft 1972 ce qui l'envoie rejoindre la franchise des Rockets de Houston. Il fait de nouveau partie d'un échange, lors de la saison suivante, qui l'envoie rejoindre les Trail Blazers de Portland contre Stan McKenzie. Il évolue avec cette franchise jusqu'en 1975, celle-ci se séparant de lui après un match lors de la saison 1975-1976.
Au total, il dispute 525 matchs NBA et présente des statistiques de 7,8 points, 6,2 rebonds, 1,8 passe en 23 minutes 4. En playoffs, qu'il dispute en 1971 et 1972, ses statistiques sont de 11,2 points, 8,5 rebonds et 2,5 passes en 32 minutes 4.